# Stoewer
Stoewer était un constructeur automobile allemand basé à Stettin, en activité entre 1858 et 1945. Sa particularité consistait à proposer une très haute qualité de fabrication en s'éloignant de la production de masse. Stoewer aura également produit des machines à écrire, des machines à coudre et des bicyclettes.

## Histoire
C'est en 1856 qu'un dénommé Bernhard Stoewer fonde, à Stettin en Poméranie occidentale, une société de réparation spécialisée dans la mécanique de précision. Il commencera la production de machines à coudre haut de gamme la même année. Plus tard l'entreprise se lancera également dans la bicyclette, à partir de 1893, puis dans le développement de machines à écrire dès 1903.
1896 marque une scission de l'entreprise Stettiner Eisenwerk Bernhard Stoewer en deux entités non concurrentes, chacune affectée à un secteur particulier. La société mère prendra le nom de Nähmaschinen und Fahrräder Fabrik Bernhard Stoewer AG, pour produire des bicyclettes, des machines à coudre, tandis que les fils Bernhard Stoewer junior und Emil Stoewer s'orienteront vers la production de poêles en fonte. En 1899 les deux frères renomment leur entreprise Gebrüder Stoewer, Fabrik für Motorfahrzeuge, et présentent leur premier modèle désigné Große Stoewer Motorwagen,.
Le nom changera encore à partir de 1916 pour devenir Stoewer-Werke AG ; la compagnie continuera à produire en petite quantité des automobiles haut de gamme, sportives et luxueuses, réalisées avec un soin particulier. Traversant la crise de 1929, elles concurrenceront Horch et Mercedes. Le constructeur développera la traction avant avec son modèle V5 à partir de 1930, le modèle de série sera commercialisé dès 1931 et produite à 2 100 exemplaires. Suivront rapidement le modèle R, produit à 2 310, et la Greif V8. L'entreprise se lancera également dans la conception de tracteurs agricoles entre 1917 et 1926.
La Seconde Guerre mondiale aura raison de son existence. Devenue usine d'assemblage militaire entre 1935 et 1945, la fin de la guerre rendra la Poméranie occidentale polonaise, et l'URSS démantèlera l'entreprise Stoewer en gardant les machines-outils et les pièces. La fameuse Große Stoewer Motorwagen fut d'ailleurs retrouvée dans un musée soviétique, précisément au musée polytechnique de Moscou.

## Seconde Guerre mondiale
Comme toute entreprise allemande de cette période, Stoewer a dû participer au réarmement de l'Allemagne. À partir de 1935 elle conçoit et produit un véhicule léger, la Leichte Einheits-Pkw. Faute d'une cadence suffisante, Hanomag et BMW-Werk Eisenach seront mis à contribution pour l'assemblage à partir de 1937, sous la désignation respective Type 20B et 40, et BMW325, chacun apportant son propre moteur. Dès 1941 elle assemble les châssis du Panzer I ainsi que ceux de la version anti-aérienne Flakpanzer I. Stoewer fabriquera également des modèles sous licence, comme la motochenille Kettenkrad conçue par NSU Motorenwerke AG ou la Tatra 30 sous la désignation Stoewer Greif Junior.

## Modèles d'automobiles
Dans le nom de modèle, PS signifie Pferdestärke et désigne le cheval-vapeur allemand.

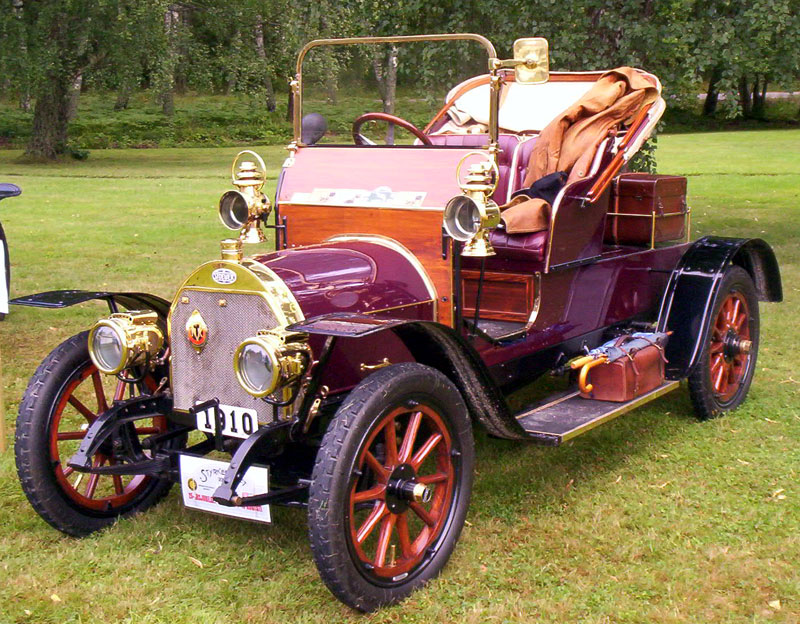
Stoewer de 1910

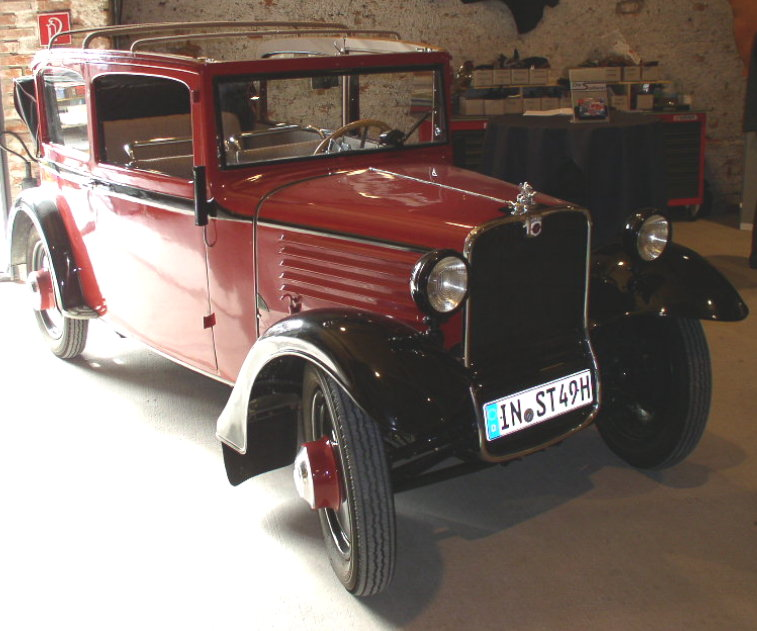
Type V5 de 1932

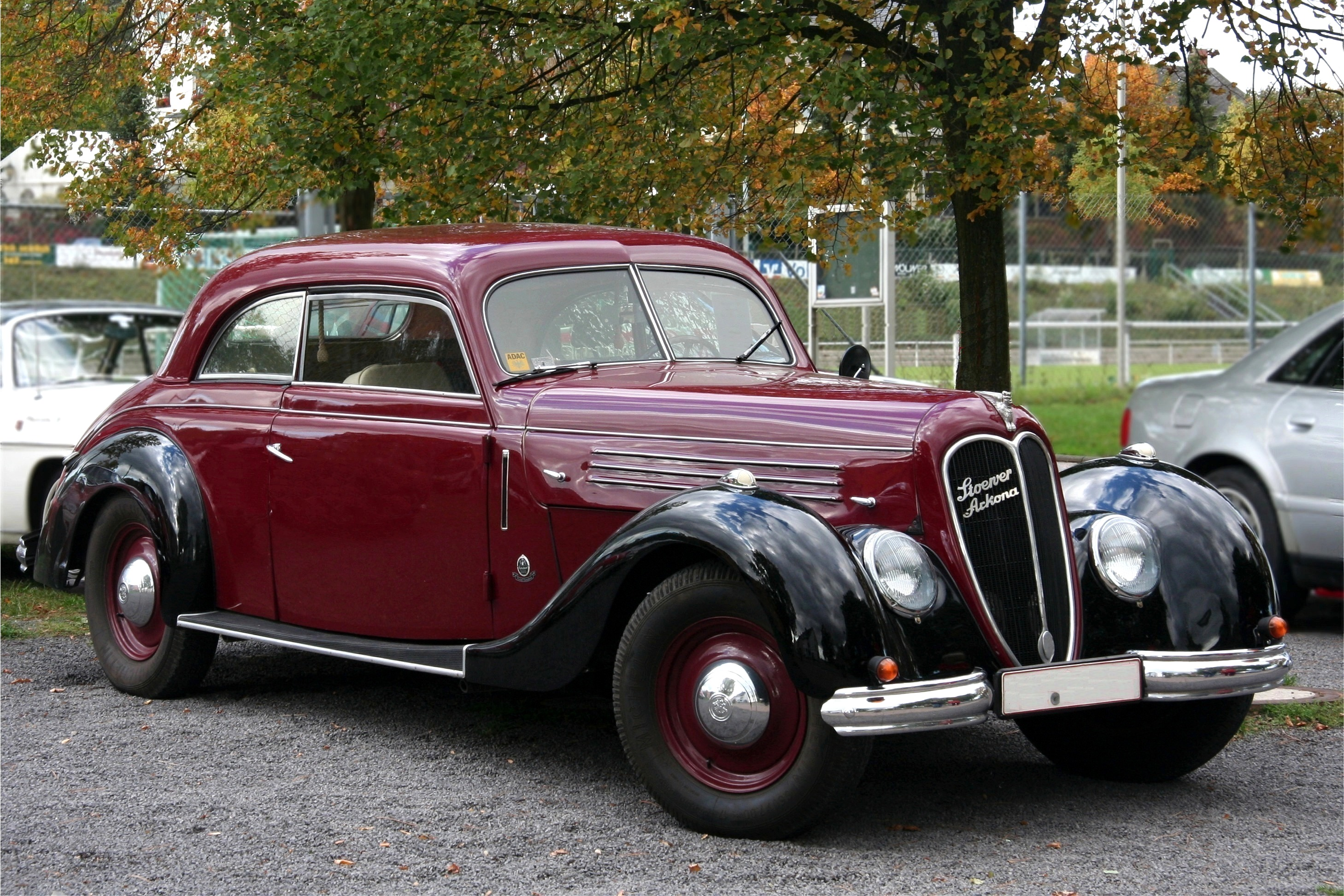
Akrona de 1940

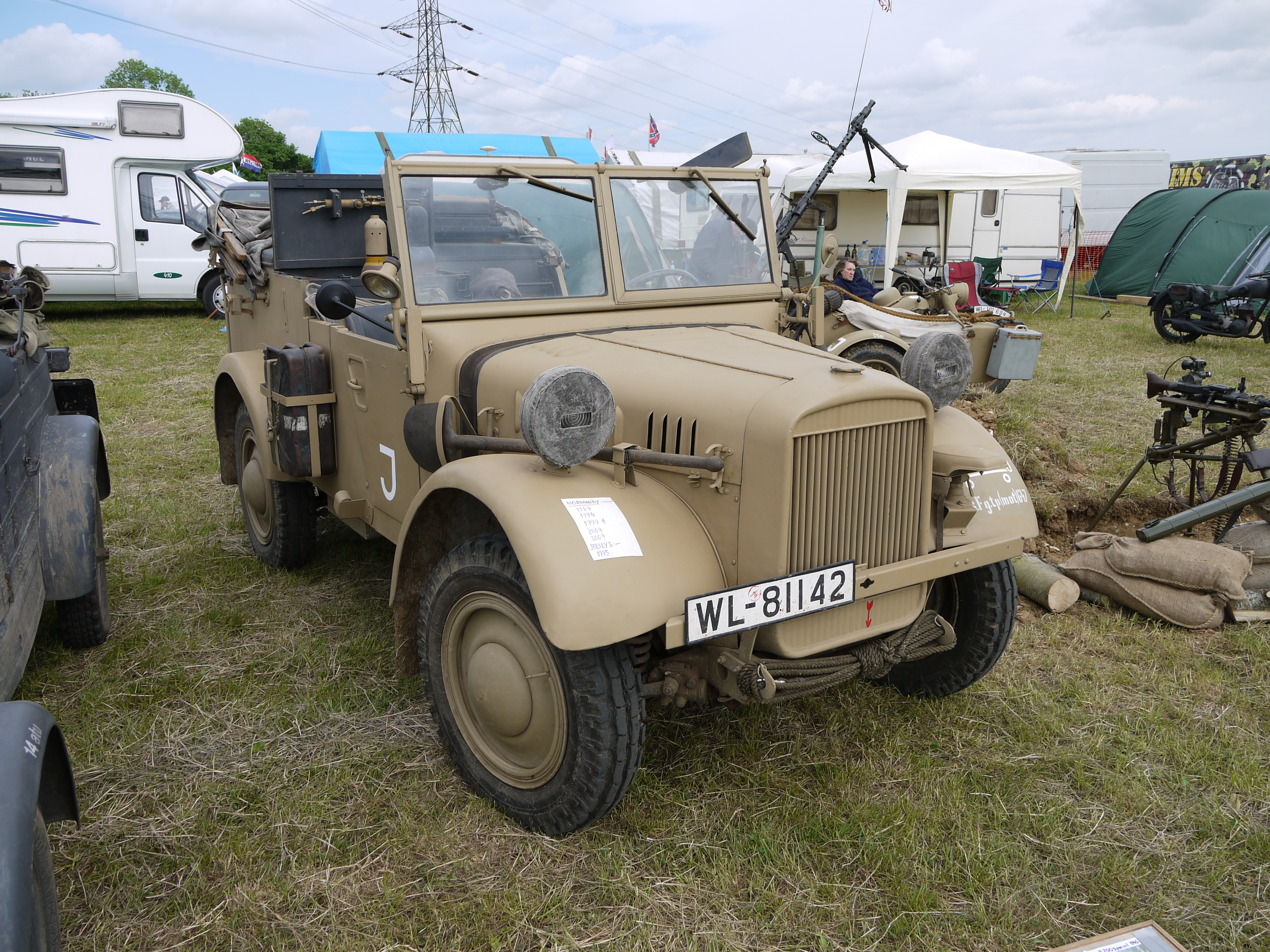
R200 Pkw (Hanomag typ 40)

| Type                          | Production | Configuration | Cylindrée  | Puissance       | Vitesse max. |
| ----------------------------- | ---------- | ------------- | ---------- | --------------- | ------------ |
| 10 PS                         | 1901–1902  | 2 cyl. ligne  | 1 527 cm3  | 18 ch (13,2 kW) | 50 km/h      |
| 8/14 PS                       | 1902–1905  | 2 cyl. ligne  | 1 527 cm3  | 14 ch (10,3 kW) | 50 km/h      |
| 20 PS                         | 1904–1905  | 4 cyl. ligne  | 7 946 cm3  | 45 ch (33 kW)   | 85 km/h      |
| P4 (11/22 PS)                 | 1905–1910  | 4 cyl. ligne  | 3 054 cm3  | 22 ch (16,2 kW) | 70 km/h      |
| P2 (9/12 PS)                  | 1906–1907  | 2 cyl. ligne  | 2 281 cm3  | 16 ch (11,8 kW) | 55 km/h      |
| P4-1 (24/36 PS)               | 1906–1910  | 4 cyl. ligne  | 5 880 cm3  | 40 ch (29 kW)   | 80 km/h      |
| P6 (34/60 PS)                 | 1906–1911  | 6 cyl. ligne  | 8 820 cm3  | 60 ch (44 kW)   | 95 km/h      |
| G4 (6/12 PS)                  | 1907–1911  | 4 cyl. ligne  | 1 500 cm3  | 12 ch (8,8 kW)  | 60 km/h      |
| PK4 (11/20 PS)                | 1909–1912  | 4 cyl. ligne  | 2 544 cm3  | 20 ch (14,7 kW) | 70 km/h      |
| C1 (6/18 PS)                  | 1909–1915  | 4 cyl. ligne  | 1 546 cm3  | 18 ch (13,2 kW) | 70 km/h      |
| B1 (6/16 PS)                  | 1910–1912  | 4 cyl. ligne  | 1 556 cm3  | 16 ch (11,8 kW) | 65 km/h      |
| B6 (9/22 PS)                  | 1912–1914  | 4 cyl. ligne  | 4 900 cm3  | 45 ch (33 kW)   | 95 km/h      |
| C2 (10/28 PS)                 | 1913–1914  | 4 cyl. ligne  | 2 412 cm3  | 28 ch (20,6 kW) | 75 km/h      |
| C5 (6/18 PS)                  | 1915–1919  | 4 cyl. ligne  | 1 546 cm3  | 15 ch (11 kW)   | 70 km/h      |
| D2 (6/18 PS)                  | 1919–1920  | 4 cyl. ligne  | 1 593 cm3  | 18 ch (13,2 kW) | 70 km/h      |
| D6 (19/55 PS)                 | 1919–1921  | 6 cyl. ligne  | 4 960 cm3  | 55 ch (40 kW)   | 100 km/h     |
| D7 (42/120 PS)                | 1919–1921  | 6 cyl. ligne  | 11,160 cm3 | 120 ch (88 kW)  | 160 km/h     |
| D3 (8/24 PS)                  | 1920–1923  | 4 cyl. ligne  | 2 120 cm3  | 24 ch (17,6 kW) | 70 km/h      |
| D5 (12/36 PS)                 | 1920–1923  | 6 cyl. ligne  | 3 107 cm3  | 36 ch (26,5 kW) | 80 km/h      |
| D9 (8/32 PS)                  | 1923–1924  | 4 cyl. ligne  | 2 290 cm3  | 32 ch (23,5 kW) | 90 km/h      |
| D12 (12/45 PS)                | 1923–1924  | 6 cyl. ligne  | 3 107 cm3  | 45 ch (33 kW)   | 100 km/h     |
| D10 (10/50 PS)                | 1924–1925  | 4 cyl. ligne  | 2 580 cm3  | 50 ch (37 kW)   | 120 km/h     |
| D9V (9/32 PS)                 | 1925–1927  | 4 cyl. ligne  | 2 290 cm3  | 32 ch (23,5 kW) | 90 km/h      |
| D12V (13/55 PS)               | 1925–1928  | 6 cyl. ligne  | 3 386 cm3  | 55 ch (40 kW)   | 100 km/h     |
| F6 (6/30 PS)                  | 1927–1928  | 4 cyl. ligne  | 1 570 cm3  | 30 ch (22 kW)   | 70 km/h      |
| 8 Typ S 8 (8/45 PS)           | 1928       | 8 cyl. ligne  | 1 999 cm3  | 45 ch (33 kW)   | 85 km/h      |
| 8 Typ G 14 (14/70 PS)         | 1928       | 8 cyl. ligne  | 3 633 cm3  | 70 ch (51 kW)   | 100 km/h     |
| 8 Typ S 10 (10/50 PS)         | 1928–1930  | 8 cyl. ligne  | 2 464 cm3  | 50 ch (37 kW)   | 90 km/h      |
| Gigant G 15 K (15/80 PS)      | 1928–1933  | 8 cyl. ligne  | 3 974 cm3  | 80 ch (59 kW)   | 110 km/h     |
| Gigant G 15 (15/80 PS)        | 1928–1933  | 8 cyl. ligne  | 3 974 cm3  | 80 ch (59 kW)   | 100 km/h     |
| Repräsentant P 20 (20/100 PS) | 1930–1933  | 8 cyl. ligne  | 4 906 cm3  | 100 ch (74 kW)  | 120 km/h     |
| Marschall M 12 (12/60 PS)     | 1930–1934  | 8 cyl. ligne  | 2 963 cm3  | 60 ch (44 kW)   | 90 km/h      |
| V 5                           | 1931–1932  | V4            | 1 168 cm3  | 25 ch (18,4 kW) | 80 km/h      |
| V 5 Sport                     | 1931–1932  | V4            | 1 168 cm3  | 30 ch (22 kW)   | 100 km/h     |
| R 140                         | 1932–1933  | 4 cyl. ligne  | 1 355 cm3  | 30 ch (22 kW)   | 85–105 km/h  |
| R 140                         | 1933–1934  | 4 cyl. ligne  | 1 466 cm3  | 30 ch (22 kW)   | 85–105 km/h  |
| R 150                         | 1934–1935  | 4 cyl. ligne  | 1 466 cm3  | 35 ch (25,7 kW) | 90–110 km/h  |
| Greif V8                      | 1934–1937  | V8            | 2 489 cm3  | 55 ch (40 kW)   | 110 km/h     |
| R 180                         | 1935       | 4 cyl. ligne  | 1 769 cm3  | 45 ch (33 kW)   | 105 km/h     |
| Greif V8 Sport                | 1935–1937  | V8            | 2 489 cm3  | 57 ch (42 kW)   | 120 km/h     |
| Greif Junior                  | 1936–1939  | 4 Boxer       | 1 484 cm3  | 34 ch (25 kW)   | 100 km/h     |
| Sedina                        | 1937–1940  | 4 cyl. ligne  | 2 406 cm3  | 55 ch (40 kW)   | 110 km/h     |
| Arkona                        | 1937–1940  | 6 cyl. ligne  | 3 610 cm3  | 80 ch (59 kW)   | 120–140 km/h |

## Les autres produits
- Machines à écrire

Après le modèle 3, la lourde Stoewer 4 dessinée par Paul Grützmann investit les rédactions en 1907. Suivra en 1908 pour 400 Mark de l'époque la Record, munie d'un clavier de 44 touches et 88 caractères et d'un ruban bicolore à sélection automatique. Distribuée aussi au Royaume-Uni sous le nom Swift, sa production atteindra 95 000 unités en 1930. Le modèle portatif Elite est lancée à partir de 1912. Elle se reconnaissait à son clavier universel, et au médaillon doré peint sur sa coque ; fixée sur une planche de bois verni, la machine s'enfermait dans une petite valise.
- Machines à coudre
- Bicyclettes